# Dinar serbobosnio
El dinar fue la moneda de la República Srpska entre los años 1992 y 1998, durante y después de la Guerra de Bosnia.

## Historia
La circulación del dinar serbobosnio estuvo restringida a los territorios bajo control del Ejército de la República Srpska. Los territorios ocupados por las fuerzas croatas utilizaron la kuna croata y los territorios ocupados por el Ejército de la República de Bosnia y Herzegovina utilizaban el dinar bosnioherzegovino.
Hubo dos distintas unidades monetarias emitidas por el Banco Nacional de la República Srpska. La primera de éstas se introdujo en 1992 y circuló en conjunto y con paridad cambiaria con el dinar yugoslavo.
El 1 de octubre de 1993 se reemplazó al primer dinar a una tasa de cambio de 1 nuevo dinar = 1.000.000 de viejos dinares, de esta forma, se adecuó a la revaluación de la moneda yugoslava. A partir de esto, la República Srpska empleó mayormente la moneda de Yugoslavia hasta 1998, cuando se introdujo el Marco bosnioherzegovino. 

## Billetes
La primera serie de billetes que fueron emitidos en el año 1992 presentaban el mismo diseño, a excepción, obviamente, del valor facial. Tenían el escudo de armas de Serbia y el valor en dinares expresado en alfabeto cirílico. Los billetes presentaban las siguientes denominaciones:
- 10 dinares
- 50 dinares
- 100 dinares
- 500 dinares
- 1.000 dinares
- 5.000 dinares
- 10.000 dinares
- 50.000 dinares
- 100.000 dinares
- 1.000.000 dinares
- 5.000.000 dinares
- 10.000.000 dinares
- 50.000.000 dinares
- 100.000.000 dinares
- 1.000.000.000 dinares
- 10.000.000.000 dinares

La segunda serie de billetes del dinar de la República Srpska fue puesta en circulación después de la revaluación de la moneda yugoslava el 1 de octubre de 1993, a la que adhirío también la unidad monetaria tratada en este artículo. El motivo de esta segunda familia de papel moneda era la misma para todas las denominaciones, en el anverso se encuentra el retrato de Petar Kočić, y en el reverso el escudo de armas serbio . Todos los billetes de esta serie son del mismo tamaño, 130 mm por 58 mm. Carecían de una faja de seguridad y la única medida de seguridad que poseían los billetes era la marca de agua. Poseían las siguientes denominaciones:
- 5.000 dinares
- 50.000 dinares
- 100.000 dinares
- 1.000.000 dinares
- 5.000.000 dinares
- 100.000.000 dinares
- 500.000.000 dinares
- 10.000.000.000 dinares
- 50.000.000.000 dinares